# Tetrakis(methoxyisobutylisonitril)kupfer(I)-tetrafluoroborat
Tetrakis(methoxyisobutylisonitril)kupfer(I)-tetrafluoroborat ist ein Komplexsalz des Kupfers mit vier Molekülen Methoxyisobutylisonitril als Liganden und Tetrafluoroborat als Gegenion. Im medizinischen Bereich dient es als Vorläufer für 99mTc-Technetium-Sestamibi, das ein wichtiges Radiopharmazeutikum für diverse Diagnoseverfahren ist.

## Entwicklungsgeschichte
Der Komplex wurde in den 1980er-Jahren entwickelt, im Zuge der Kommerzialisierung von 99mTc-Technetium-Sestamibi als Radiodiapharmazeutikum. Dieses muss als diagnostisches Mittel frisch zubereitet werden, da das Radioisotop des Technetiums schnell zerfällt. Freie Isonitrile kamen für die routinemäßige und kommerzielle Verwendung nicht infrage, da sie unangenehm riechen und flüchtig sowie giftig sind. Daher wurden viele verschiedene Übergangsmetallkomplexe als Quelle für Isonitrilliganden getestet. Tetrakis(methoxyisobutylisonitril)kupfer(I)-tetrafluoroborat wies dabei die besten Eigenschaften auf, da es einerseits so stabil ist, dass es gefriergetrocknet werden kann, andererseits aber so wenig stabil, dass es durch Erhitzen im Wasserbad zur Reaktion gebracht werden kann.

## Herstellung
Die Herstellung erfolgt durch Ligandenaustausch aus Tetrakis(acetonitril)kupfer(I)-tetrafluoroborat mit Methoxyisobutylisonitril.

## Verwendung
Tetrakis(methoxyisobutylisonitril)kupfer(I)-tetrafluoroborat ist Bestandteil von Kits zur Herstellung von 99mTc-Technetium-Sestamibi, das im medizinischen Bereich für verschiedene diagnostische Verfahren eingesetzt wird. Dafür wird die enthaltene Zubereitung mit frisch eluiertem 99mTc-Pertechnetat umgesetzt und für 10 bis 15 Minuten in einem Bad aus kochendem Wasser erhitzt. Auch andere Technetium-Komplexe mit demselben Liganden können mittels der Verbindung hergestellt werden.